# 8933 Kurobe
A 8933 Kurobe (ideiglenes jelöléssel 1997 AU6) a Naprendszer kisbolygóövében található aszteroida. N. Sato fedezte fel 1997. január 6-án.